# Sailor Suit and Machine Gun
Pour plus de détails, voir Fiche technique et Distribution.
Sailor Suit and Machine Gun (セーラー服と機関銃, Sērā-fuku to kikanjū) est un film japonais, sorti en 1981, réalisé par Shinji Sōmai. C'est l'adaptation du roman du même nom de Jirō Akagawa.
Il s'agit d'une satire des films de yakuza qui présente une écolière délinquante nommée Izumi Hoshi qui hérite du clan Yakuza de son père. Le titre fait référence à une scène où elle exécute plusieurs membres d'un clan concurrent en tirant à la mitrailleuse, habillée d'un uniforme d'écolière.
Le film est très connu au Japon et a donné naissance à deux séries télévisées poursuivant l'histoire, l'une en 1982 et l'autre en 2006. Une suite est sortie en 2016, Sailor Suit and Machine Gun: Graduation (en), où le rôle-titre est tenu par l'actrice Kanna Hashimoto,.
Un Blu-ray du film a été édité en novembre 2021 chez l'éditeur britannique Arrow, qui propose également une version longue du film de 130 minutes,, le film reste cependant inédit en France.

## Synopsis
Une lycéenne japonaise devient l'Oyabun d'un clan de Yakuzas...

## Fiche technique
- Titre original : セーラー服と機関銃, Sêrâ-fuku to kikanjû
- Titre français : Sailor Suit and Machine Gun
- Réalisation : Shinji Sōmai
- Scénario : Yôzô Tanaka d'après le roman de Jirō Akagawa
- Assistant réalisateur : Kôji Enokido, Kiyoshi Kurosawa, Takeo Moriyasu (sous le nom Tateo Moriyasu) et Yasuyuki Ôtani.
- Photo : Seizô Sengen
- Montage : Akira Suzuki
- Son : Kenichi Benitani
- Musique : Katsu Hoshi
- Production : Kitty Films
- Producteur délégué : Kei Ijichi
- Producteur exécutif : Haruki Kadokawa, Hidenori Taga
- Directeur artistique : Yoshinaga Yoko'o
- Pays d'origine : Japon
- Format : Couleurs - 35 mm - Mono
- Genre : action, romance
- Durée : 
  - 112 minutes (version cinéma[6])
  - 130 minutes (version longue[4])
- Date de sortie : 1981

## Distribution
- Hiroko Yakushimaru : Hoshi, Izumi
- Tsunehiko Watase : Sakuma, Makoto
- Rentarō Mikuni : Hajime Sandaiji, Futoccho
- Yuki Kazamatsuri : Sandaiji, Mayumi
- Kazuo Kitamura : Hamaguchi
- Akira Emoto : Kuroki
- Masaaki Daimon : Masa
- Makoto Satō
- Minori Terada : Hagiwara
- Kamatari Fujiwara : Ryuji Hoshi
- Shinpei Hayashiya : Hiko
- Ken Mitsuishi : Shuhei
- Tatsuya Oka : Tetsuo
- Yōsuke Saitō : Detective
- Toshiya Sakai : Akira
- Shingo Yanagisawa : Tomoo

## Production
Après le succès de son premier film, The Terrible Couple, Shinji Somai cherche à continuer sa collaboration avec l'actrice Hiroko Yakushimaru qui y tenait déjà le rôle principal. C'est Shinji Somai lui-même qui aurait eu l'idée d'adapter le roman de Jirō Akagawa, auteur très populaire au Japon et spécialisé dans les romans policiers. C'est l'étrange association des deux termes du titre « Uniforme » (Sailor Suit) et « Mitraillette » (Machine Gun) qui intéresse le réalisateur. Ce dernier croit alors qu'un tel sujet pourrait être un succès. Alors que ses autres projets n'aboutissent pas, il réalise le film. Il travaille à l'époque avec Kiyoshi Kurosawa comme assistant réalisateur.
Selon Koji Enokido, assistant réalisateur sur le tournage, si Somai utilisait déjà dans ses deux premiers films de nombreux plans-séquences, il s'agissait moins d'une volonté artistique que d'une manière de conserver la concentration des acteurs principaux lors des prises. De plus, Shinji Somai ne souhaitait pas que le jeu des acteurs ainsi que l'évolution de leurs expressions soient interrompus par des coupes. Selon Koji Enokido, c'est depuis son troisième long-métrage, P.P Rider, que Shinji Somai a accordé plus d'importance aux plans longs : « à partir de son troisième film, il me semble que ses plans-séquences attachaient une plus grande attention à filmer les changements d’expression physique des acteurs dans la durée. ».

## Réception
Le film remporte au Japon un très grand succès,,. Si le réalisateur espérait que le projet serait rentable, il a été néanmoins très surpris par l'ampleur du phénomène. Ce succès est en partie dû à la réussite commerciale du précédent film de Somai, mais aussi au rôle de la Kadokawa comme co-productrice du film. Dans les années 1980, la société est alors très influente et produit de nombreuses adaptations de ses romans sur lesquels elle communique énormément. C'est également la popularité de l'actrice principale Hiroko Yakushimaru qui porte le film, la chanson qu'elle interprète pour accompagner le film devient également très populaire. Après ce rôle, elle deviendra une teen idol au Japon,. Selon Shinji Somai, c'est en partie les entrées de ce film qui lui ont permis de jouir d'une bonne réputation et de tourner autant de films par la suite.
Le film connaît une suite sous forme de série télévisée une première fois en 1982 et une seconde fois en 2006. Une suite est réalisée en 2016, Sailor Suit and Machine Gun: Graduation (en), où le rôle-titre est tenu par l'actrice Kanna Hashimoto,.

## Versions longue
Il existe une version longue du film de 130 minutes contre la version cinéma de 112 minutes,,,. Cette dernière aurait été réalisée en 1982 et ne présente pas de différences notables avec la version distribuée en salle. Seules quelques scènes et plans ont été rallongés, et un bandeau noir de censure a été retiré d'une scène de sexe,.